# Alexander Tzagoloff
Alexander A. Tzagoloff (Moscou, 13 de março de 1937), é um bioquímico e geneticista conhecido por suas contribuições à compreensão da biogênese mitocondrial de leveduras. Seus trabalhos influenciaram profundamente o campo da biologia molecular, especialmente para a elucidação dos mecanismos de respiração celular e da síntese de ATP em eucariotos. 

## Vida e carreira
Sua família, originária da Ossetia, imigrou para os EUA em 1949 quando Tzagoloff era criança. Em New York, Tzagoloff graduou-se em química em 1959 e doutorou-se em bioquímica em 1962, ambos pela Universidade de Columbia. Realizou pós-doutorado sob orientação de David E. Green na Universidade de Wisconsin. Primeiramente, estabeleceu seu laboratório no Public Health Research Institute of New York. Em 1977, tornou-se professor e pesquisador em sua alma mater, a Universidade de Columbia, onde trabalhou até sua aposentadoria em 2021.
Escreveu o livro Mitochondria, tendo sua primeira versão publicada em 1982 pela editora Springer Publishing. Foi premiado em 1999 com o Alexander von Humboldt Award e em 2010 com a Medalha Thomas Hunt Morgan pela Genetics Society of America (GSA) pelo trabalho dedicado ao campo da genética.
É casado com a poeta Helen Tzagoloff. O casal possui duas filhas: a pediatra Natasha Tzagoloff e a advogada Lydia Tzagoloff.

## Contribuições científicas
Grande parte de sua carreira científica foi dedicada à compreensão da biogênese mitocondrial. Utilizou-se de abordagens genéticas e bioquímicas para manipular e estudar esse processo na levedura Saccharomyces cerevisiae. No campo da genética, seu laboratório foi o primeiro a isolar mutações de perda de função no DNA mitocondrial e a sequenciar todos os genes desse genoma. Tzagoloff descobriu que o código genético não é universal e definiu as diferenças no código genético mitocondrial. Seu laboratório identificou a presença de introns em alguns dos genes mitocondriais de levedura . Realizou um projeto com o objetivo de identificar e definir as funções de cerca de 215 genes nucleares, cuja mutação confere um fenótipo de deficiência respiratória em levedura.  Alguns desses fatores proteicos foram posteriormente encontrados como alvos de patologias mitocondriais em humanos. Nos últimos anos, sua pesquisa se concentrou na compreensão dos mecanismos que governam a montagem e a regulação dos complexos da fosforilação oxidativa.